# Ioana Wieder
Pour les articles homonymes, voir Wieder.
Ioana Wieder (née le 20 juin 1932 à Bucarest) est une réalisatrice féministe française. Elle forme avec Carole Roussopoulos et Delphine Seyrig le collectif Les Insoumuses.
Elle est la mère de la violoncelliste Sonia Wieder-Atherton.

## Biographie
Née à Bucarest, Ioana Wieder grandit dans une famille yiddish républicaine et française. La famille quitte clandestinement la Roumanie pour fuir un pogrom. Elle s'installe en Turquie puis est expulsée en Palestine et se fixe jusqu'en 1946 à Beyrouth. Ioana Wieder y rencontre Delphine Seyrig au collège français. Elle obtient ensuite son baccalauréat à Paris et fait des études de philosophie. En 1957, elle est naturalisée française. En 1959, elle part s'installer aux États-Unis. Elle épouse John Atherton, un universitaire de littérature comparée. Le couple s'installe à Paris à la fin du mois de mai 1968.
Ioana Wieder s'engage dans le Mouvement de libération des femmes dès ses débuts. En 1974, elle suit avec Delphine Seyrig un stage de vidéo dirigé par Carole Roussopoulos. Toutes les trois fondent, avec Claude Lefèvre-Jourde, Monique Duriez et Josée Constantin Les Muses s'amusent qui est renommé Les Insoumuses. Il s'agit d'un collectif de femmes qui dénoncent les stéréotypes véhiculés par la télévision et propose leurs propres productions audiovisuelles.
En 1975, elle réalise ses premiers films, avec les premières caméras vidéos autonomes, Hendaye, le 5 octobre 1975 et Les Mères espagnoles. En 1982, Carole Roussopoulos, Delphine Seyrig et Ioana Wieder fondent le Centre audiovisuel Simone de Beauvoir. Cette structure est destinée à la production liée à l'histoire des femmes, aux luttes féminines et à la création audiovisuelle. Ioana Wieder s'occupe de la production, de la diffusion et de la programmation du centre.

## Filmographie

### Réalisation
- 1975 : Hendaye, le 5 octobre 1975
- 1975 : Les Mères espagnoles (réalisation)
- 1975 : Maso et Miso vont en bateau (réalisation avec Carole Roussopoulos, Delphine Seyrig et Nadja Ringart)
- 1977 : Accouche !
- 1982 : Ty-grace Atkinson, le nationalisme féminin
- 1984 : Pionnières et dictionnaires du cinéma (réalisation)
- 1986 : Les racistes ne sont pas nos potes, les violeurs non plus
- 1992 : Flo Kennedy, portrait d'une féministe américaine
- 2008 : La Marche des femmes à Hendaye (réalisation avec Carole Roussopoulos)
- 2013 : Où est-ce qu'on se mai ? (réalisation)

### Montage
- 1974 : Trois Portugaises
- 1975 : Sois belle et tais-toi
- 1975 : La Marche des femmes à Hendaye